# Young Artist Award/Beste Hauptdarstellerin in einem Spielfilm
Der Young Artist Award als Beste Hauptdarstellerin in einem Spielfilm ist einer der Awards die jährlich von der Young Artist Foundation, einer 1979 gegründeten Non-Profit-Organisation, verliehen werden. Er richtet sich an junge Schauspielerinnen unter dem Alter von 21, die eine hervorragende Leistung in einer Hauptrolle in einem Spielfilm geleistet haben, während sie in der Filmindustrie gearbeitet haben. Von 1979 bis 2000 war der Award unter dem Titel Youth in Film Award als Beste Hauptdarstellerin in einem Spielfilm, sowie unter zahlreichen anderen Variationen im Laufe der Jahre bekannt, wobei sich der Grundgedanke hinter dem Award seit seiner Gründung nicht verändert hat. Die Gewinner werden in einer geheimen Abstimmung durch die 125 Mitglieder der Young Artist Association sowie von früheren Youth in Film und Young Artist Award Gewinnern ausgewählt.

## Geschichte
Während der letzten 34 Jahre hat die Young Artist Association eine Gesamtanzahl von 44 Awards in der Kategorie Beste Hauptdarstellerin in einem Spielfilm an 40 verschiedene Schauspielerinnen verliehen. Die Gewinner des Awards erhalten die traditionelle Young-Artist-Award-Statuette, eine vergoldete Figur eines Mannes mit einem Fünfstern über seinem Kopf, die an eine kleine Oscarstatuette in Kindergröße erinnert. Die erste Preisträgerin war Diane Lane, die bei den Youth in Film Awards 1979 für ihre Rolle in Ich liebe dich – I love you – Je t’aime ausgezeichnet wurde. Die bisher letzten Preisträgerinnen waren Kathryn Newton und Quvenzhané Wallis, die für ihre Rollen in Paranormal Activity 4 und Beasts of the Southern Wild bei den Young Artist Awards 2013 geehrt wurden.
In der Geschichte des Awards, wurde die Kategorie Beste Hauptdarstellerin in einem Spielfilm mehrere Male aufgespalten. Bis zur 3. Verleihung der Awards im Jahr 1981 konnten für die Kategorie alle Schauspielerinnen nominiert werden, ganz egal ob die Rolle nun als Haupt- oder Nebenrolle angesehen wurde. Bei den Youth in Film Awards 1982 wurde aufgrund dieser Tatsache die Kategorie Beste Nebendarstellerin in einem Spielfilm als ein getrennter Award eingeführt. In den späten 1980er- und den frühen 1990er-Jahren, wurde die Kategorie für drei Verleihungen, 1987, 1989 und 1994, aufgespalten. Während dieser drei Jahre teilte die Young Artist Association die Kategorie in vier Unterkategorien, Bester weiblicher Superstar in einem Spielfilm, Beste Hauptdarstellerin in einem Spielfilm (Drama), Beste Hauptdarstellerin in einem Spielfilm (Comedy oder Fantasy) und Beste Hauptdarstellerin in einem Spielfilm (Horror oder Mystery), auf. Indessen fusionierte die Organisation nach der 15. Verleihung diese Unterkategorien wieder zu einer zusammen.
Beginnend mit den Youth in Film Awards 1993, teilte die Organisation die Kategorie ein weiteres Mal auf, wobei eine Kategorie für junge Filmschauspielerinnen unter zehn Jahren eingeführt wurde. Die Kategorie Beste Schauspielerin in einem Spielfilm – zehn Jahre oder jünger wurde im Zuge dessen zu einem festen Bestandteil der Young Artist Awards und werden auch heute noch (Stand: Verleihung 2013) vergeben. Trotz der Gründung einer Kategorie für Schauspielerinnen im Alter von zehn oder jünger werden auch weiterhin einige Hauptdarstellerinnen unter zehn in dieser Kategorie nominiert.

## Rekorde
Während die Young Artist Association heutzutage strenge Anforderungen in Bezug auf das Alter der Nominierten für einen Young Artist Award hat, hatten sie ursprünglich keine besonderen Altersbeschränkungen. Heute müssen die Kandidaten, die für einen Young Artist Award wählbar sind, zum Zeitpunkt der Dreharbeiten für das jeweilige Projekt zwischen dem Alter von fünf und 21 sein. Allerdings ist die älteste Gewinnerin des Award der Besten Hauptdarstellerin in einem Spielfilm Lea Thompson, die zum Zeitpunkt ihres Gewinnes für Ist sie nicht wunderbar? bei der neunten Verleihung der Awards 26 Jahre alt war. Die jüngste Gewinnerin ist Robin Weisman, die zum Zeitpunkt ihres Gewinnes für Drei Männer und eine kleine Lady bei den 12. Youth in Film Awards sechs Jahre alt war.
Die folgende Liste ist eine Aufzählung von Rekorden der häufigsten Nominierten und Gewinnern in der Kategorie Beste Hauptdarstellerin in einem Spielfilm. Die Gewinner und Nominierten in den anderen Filmkategorien, wie Beste Nebendarstellerin in einem Spielfilm, Beste Schauspielerin in einem Spielfilm – zehn Jahre oder jünger und Beste Hauptdarstellerin in einem internationalen Spielfilm, werden nicht mitgezählt.
| Statistik                          | Schauspieler    | Anzahl | Jahr                              |
| ---------------------------------- | --------------- | ------ | --------------------------------- |
| Häufigste Auszeichnungen           | Thora Birch     | 2      | 1991 und 1994                     |
| Häufigste Auszeichnungen           | Anna Chlumsky   | 2      | 1995 und 1996                     |
| Häufigste Auszeichnungen           | Dakota Fanning  | 2      | 2006 und 2009                     |
| Häufigste Auszeichnungen           | Diane Lane      | 2      | 1979 und 1980                     |
| Häufigste Nominierungen (* = Sieg) | Dakota Fanning  | 5      | 2004, 2005, 2006*, 2007 und 2009* |
| Häufigste Nominierungen ohne Sieg  | Christina Ricci | 4      | 1993, 1996, 1998 und 2000         |

## Gewinner und Nominierte
Für die ersten 23 Verleihungen überspannte der Bewerbungszeitraum, aufgrund der vielen Fernsehpreise die ebenfalls von der Young Artist Association präsentiert werden, zwei Kalenderjahre. So zum Beispiel wurde bei der ersten Verleihung der Awards, die im November 1979 stattfand, die jungen Künstler honorierte, welche in Fernsehserien und in Spielfilmen mitspielten, die zwischen dem 1. September 1978 und dem 31. August 1979 veröffentlicht wurden. Beginnend mit den 24. Young Artist Awards, die im März 2003 stattfand, wurde der Bewerbungszeitraum auf ein volles Kalenderjahr, also vom 1. Januar bis zum 31. Dezember, erweitert, ähnlich wie bei den Oscars.
Die unten aufgeführten Filme werden mit ihrem deutschen Verleihtitel (sofern ermittelbar) angegeben, danach folgt in Klammern in kursiver Schrift der fremdsprachige Originaltitel. Die Nennung des Originaltitels entfällt, wenn deutscher und fremdsprachiger Filmtitel identisch sind. Die Gewinner stehen hervorgehoben in fetter Schrift an erster Stelle.

### 1979–1980
1979
- Diane Lane – Ich liebe dich – I love you – Je t’aime (A Little Romance)
  - Trini Alvarado – Nicht von schlechten Eltern (Rich Kids)
  - Mariel Hemingway – Manhattan
  - Patsy Kensit – Das tödliche Dreieck (Hanover Street)
  - Brooke Shields – Nur du und ich (Just You and Me, Kid)
  - Cynthia Smith – Benji’s Very Own Christmas Story

1980
- Diane Lane – Touched by Love
  - Jodie Foster – Jeanies Clique (Foxes)
  - Kristy McNichol – Kleine Biester (Little Darlings)
  - Ricky Schroder – Die blaue Lagune (The Blue Lagoon)

### 1981–1990
1981
- Kristy McNichol – Mrs. Hines und Tochter (Only When I Laugh)
  - Melissa Sue Anderson – Endlose Liebe (Endless Love)
  - Shelby Balik – Ab in die Ewigkeit (Happy Birthday to Me)
  - Mara Hobel – Meine liebe Rabenmutter (Mommie Dearest)
  - Kyle Richards – Schrei der Verlorenen (The Watcher in the Woods)
  - Brooke Shields – Endlose Liebe (Endless Love)

1982
- Aileen Quinn – Annie
  - Bridgette Andersen – Und Savannah lächelt (Savannah Smiles)
  - Michelle Pfeiffer – Grease 2 (Night Crossing)

1983
- Roxana Zal – Table for Five
  - Katherine Healy – Six Weeks
  - Diane Lane – Rumble Fish
  - Ally Sheedy – WarGames – Kriegsspiele (WarGames)

1984
- Molly Ringwald – Das darf man nur als Erwachsener (Sixteen Candles)
  - Drew Barrymore – Triple Trouble (Irreconcilable Differences)
  - Alison Eastwood – Der Wolf hetzt die Meute (Tightrope)
  - Christina Nigra – Ein tödliches Spiel (Cloak & Dagger)
  - Roxana Zal – Das letzte Testament (Testament)

1985
- Meredith Salenger – Die Abenteuer der Natty Gann (The Journey of Natty Gann)
  - Fairuza Balk – Oz – Eine fantastische Welt (Return to Oz)
  - Drew Barrymore – Katzenauge (Witness)
  - Joyce Hyser – Als Junge ist sie Spitze (Just One of the Guys)
  - Amanda Peterson – Explorers – Ein phantastisches Abenteuer (Explorers)

1986
- Laura Jacoby – Rad
  - Lucy Deakins – Der Knabe, der fliegen konnte (The Boy Who Could Fly)
  - Kerri Green – Lucas
  - Melora Hardin – Papa Was a Preacher
  - Elisabeth Harnois – Wenn Träume wahr wären (One Magic Christmas)
  - Robyn Lively – American Wildcats (Wildcats)
  - Alyssa Milano – Phantom-Kommando (Commando)
  - Heather O’Rourke – Poltergeist II – Die andere Seite (Poltergeist II: The Other Side)

1987
Superstar
- Lisa Bonet – Angel Heart
  - Martha Plimpton – Mosquito Coast (The Mosquito Coast) The Lost Boys
  - Kristy Swanson – Der tödliche Freund (Deadly Friend)

Drama
- Lea Thompson – Ist sie nicht wunderbar? (Some Kind of Wonderful)
  - J. L. Reate – Auf der Suche nach dem goldenen Kind (The Golden Child)
  - Ione Skye – Das Messer am Ufer (River’s Edge)

Comedy
- Maia Brewton – Die Nacht der Abenteuer (Adventures in Babysitting)
  - Tina Caspary – Can’t Buy Me Love
  - Margaret Langrick – Bigfoot und die Hendersons (Harry and the Hendersons)
  - Amanda Peterson – Can’t Buy Me Love

Horror
- Christa Denton – Gate – Die Unterirdischen (The Gate)
  - Carrie Lorraine – Dolls
  - Jill Schoelen – The Stepfather

1989
Drama
- Hayley Taylor-Block – Touch of a Stranger
  - Annabeth Gish – Pizza Pizza – Ein Stück vom Himmel (Mystic Pizza)
  - Laura Jane Goodwin – Die Jagd nach dem Wunderkristall (Crystalstone)
  - Marcie Leeds – Freundinnen (Beaches)
  - Mindy McEnnan – Lost World – Die letzte Kolonie (World Gone Wild)
  - Martha Plimpton – Die Flucht ins Ungewisse (Running on Empty)
  - Julia Roberts – Pizza Pizza – Ein Stück vom Himmel (Mystic Pizza)
  - Meredith Salenger – Jimmy Reardon (A Night in the Life of Jimmy Reardon)

Comedy oder Fantasy
- Mayim Bialik – Freundinnen (Beaches)
  - Tina Caspary – Mick, mein Freund vom anderen Stern (Mac and Me)
  - Angela Goethals – Heartbreak Hotel
  - Heather Graham – Daddy’s Cadillac (License to Drive)
  - Alyson Hannigan – Meine Stiefmutter ist ein Alien (My Stepmother Is an Alien)
  - Lauren Stanley – Mick, mein Freund vom anderen Stern (Mac and Me)

Horror oder Mystery
- Kristy Swanson – Blumen der Nacht (Flowers in the Attic)
  - Jennifer Banko – Freitag der 13. Teil VII – Jason im Blutrausch (Friday the 13th Part VII: The New Blood)
  - Paula Irvine – Das Böse II (Phantasm II)
  - Marcie Leeds – Near Dark – Die Nacht hat ihren Preis (Near Dark)
  - Ebonie Smith – Lethal Weapon – Zwei stahlharte Profis (Lethal Weapon)
  - Shawnee Smith – Der Blob (The Blob)
  - Brooke Theiss – Nightmare on Elm Street 4 (A Nightmare on Elm Street 4: The Dream Master)

1990
- Winona Ryder – Great Balls of Fire – Jerry Lee Lewis – Ein Leben für den Rock’n’Roll (Great Balls of Fire!)
  - Blaze Berdahl – Friedhof der Kuscheltiere (Pet Sematary)
  - Rebecca Harrell – Jessica und das Rentier (Prancer)
  - Jenny Lewis – Joy Stick Heroes (The Wizard)
  - Robyn Lively – Teen Witch (Teen Witch)
  - Sarah Polley – Die Abenteuer des Baron Münchhausen (The Adventures of Baron Munchausen)

1990/1991
- Robin Weisman – Drei Männer und eine kleine Lady (Three Men and a Little Lady)
  - Kimberly Cullum – Dunkle Erleuchtung (The Rapture)
  - Brooke Fontaine – Ghost Dad (Ghost Dad)
  - Staci Keanan – Stimme des Todes (Lisa)
  - Elijah Wood – Der lange Weg (The Long Walk Home)

### 1991–2000
1991
- Thora Birch – Sommerparadies (Paradise)
  - Mikki Allen – In Sachen Henry (Regarding Henry)
  - Angela Goethals – V.I. Warshawski – Detektiv in Seidenstrümpfen (V.I. Warshawski)
  - Heather Graham – Shout
  - Milla Jovovich – Rückkehr zur blauen Lagune (Return to the Blue Lagoon)
  - Reese Witherspoon – Der Mann im Mond (The Man in the Moon)

1993
- Alisan Porter – Curly Sue – Ein Lockenkopf sorgt für Wirbel (Curly Sue)
  - Thora Birch – Mein Weihnachtswunsch (All I Want for Christmas)
  - Samantha Mathis – Showtime – Hilfe, meine Mama ist ein Star (This Is My Life)
  - Christina Ricci – Addams Family (The Addams Family)
  - Meadow Sisto – Captain Ron
  - Nicholle Tom – Ein Hund namens Beethoven (Beethoven)

1994
Drama
- Ariana Richards – Jurassic Park
  - Clarissa Lassig – Wilde Kastanien (A Home of Our Own)
  - Kate Maberly – Der geheime Garten (The Secret Garden)
  - Remy Ryan – RoboCop 3
  - Alicia Silverstone – Das Biest (The Crush)

Comedy
- Thora Birch – Hocus Pocus
- Christina Vidal – Hilfe! Jeder ist der Größte (Life with Mikey)
  - Senta Moses – Kevin – Allein in New York (Home Alone 2: Lost in New York)
  - Amy Sakasitz – Dennis (Dennis the Menace)
  - Vinessa Shaw – Hocus Pocus
  - Madeline Zima – Mr. Babysitter (Mr. Nanny)

1995
- Anna Chlumsky – My Girl 2 – Meine große Liebe (My Girl 2)
  - Alana Austin – Der Zufalls-Dad (A Simple Twist of Fate)
  - Zelda Harris – Crooklyn
  - Katherine Heigl – Daddy Cool (My Father the Hero)

1996
- Anna Chlumsky – Gold Diggers – Das Geheimnis von Bear Mountain (Gold Diggers: The Secret of Bear Mountain)
  - Vanessa Lee Chester – Little Princess (A Little Princess)
  - Claire Danes – Familienfest und andere Schwierigkeiten (Home for the Holidays)
  - Kirsten Dunst – Jumanji
  - Nicole Lund –  Gold Diggers – Das Geheimnis von Bear Mountain (Gold Diggers: The Secret of Bear Mountain)
  - Liesel Matthews – Little Princess (A Little Princess)
  - Christina Ricci – Casper
  - Alicia Silverstone – Clueless – Was sonst! (Clueless)

1997
- Michelle Trachtenberg – Harriet, die kleine Detektivin (Harriet the Spy)
  - Thora Birch – Alaska – Die Spur des Polarbären (Alaska)
  - Heather Matarazzo – Willkommen im Tollhaus (Welcome to the Dollhouse)
  - Anna Paquin – Amy und die Wildgänse (Fly Away Home)
  - Mara Wilson – Matilda

1998
- Mara Wilson – Der Zauberwunsch (A Simple Wish)
  - Jennifer Love Hewitt – Ich weiß, was du letzten Sommer getan hast (I Know What You Did Last Summer)
  - Florence Hoath – Fremde Wesen (FairyTale: A True Story)
  - Christina Ricci – Dieser verflixte Kater (That Darn Cat)
  - Jurnee Smollett – Eve’s Bayou

1999
- Lindsay Lohan – Ein Zwilling kommt selten allein (The Parent Trap)
- Jena Malone – Seite an Seite (Stepmom)
  - Kirsten Dunst – Small Soldiers
  - Jennifer Love Hewitt – Ich kann’s kaum erwarten! (Can’t Hardly Wait)
  - Scarlett Johansson – Der Pferdeflüsterer (The Horse Whisperer)
  - Emily Lipoma – Detektiv auf Samtpfoten (Frog and Wombat)
  - Leelee Sobieski – Die Zeit der Jugend (A Soldier’s Daughter Never Cries)
  - Katie Stuart – Detektiv auf Samtpfoten (Frog and Wombat)

2000
- Kimberly J. Brown – Tumbleweeds
  - Brittany Murphy – Durchgeknallt (Girl, Interrupted)
  - Natalie Portman – Überall, nur nicht hier (Anywhere But Here)
  - Christina Ricci – Sleepy Hollow (Joe the King)
  - Michelle Williams – Ich liebe Dick (Dick)

### 2001–2010
2001
- Elizabeth Huett – Social Misfits
  - Kirsten Dunst – Girls United (Bring It On)
  - Natalie Portman – Wo dein Herz schlägt (Where the Heart Is)
  - Jamie Renée Smith – Jack: Der beste Affe auf dem Eis (MVP: Most Valuable Primate)
  - Mara Wilson – Thomas, die fantastische Lokomotive (Thomas and the Magic Railroad)

2002
- Scarlett Johansson – An American Rhapsody
- Emma Watson – Harry Potter und der Stein der Weisen (Harry Potter and the Philosopher’s Stone)
  - Hayden Panettiere – Joe Jedermann (Joe Somebody)

2003
- Alexa Vega – Spy Kids 2 – Die Rückkehr der Superspione (Spy Kids 2: The Island of Lost Dreams)
  - Amanda Bynes – Lügen haben kurze Beine (Big Fat Liar)
  - America Ferrera – Echte Frauen haben Kurven (Real Women Have Curves)
  - Kristen Stewart – Panic Room
  - Evan Rachel Wood – Emilys Geheimnisse (Little Secrets)

2004
- Jenna Boyd – The Missing
  - Dakota Fanning – Ein Kater macht Theater (The Cat in the Hat)
  - Rachel Hurd-Wood – Peter Pan
  - Lindsay Lohan – Freaky Friday – Ein voll verrückter Freitag (Freaky Friday)
  - Evan Rachel Wood – The Missing

2005
- Emmy Rossum – Das Phantom der Oper (The Phantom of the Opera)
  - Emily Browning – Lemony Snicket – Rätselhafte Ereignisse (Lemony Snicket’s A Series Of Unfortunate Events)
  - Dakota Fanning – Mann unter Feuer (Man on Fire)
  - Carly Schroeder – Mean Creek
  - Alexa Vega – Plötzlich verliebt (Sleepover)

2006
- Dakota Fanning – Dreamer – Ein Traum wird wahr (Dreamer)
  - Taylor Dooley – Die Abenteuer von Sharkboy und Lavagirl in 3-D (The Adventures of Sharkboy and Lavagirl in 3-D)
  - Jordan-Claire Green – Come Away Home
  - Q’orianka Kilcher – The New World
  - AnnaSophia Robb – Winn-Dixie – Mein zotteliger Freund (Because of Winn-Dixie)

2007
- Keke Palmer – Akeelah ist die Größte (Akeelah and the Bee)
  - Sara Paxton – Aquamarin – Die vernixte erste Liebe (Aquamarine)
  - Dakota Fanning – Schweinchen Wilbur und seine Freunde (Charlotte’s Web)
  - Brie Larson – Eulen – Kleine Freunde in großer Gefahr! (Hoot)
  - Emily Rios – Quinceañera
  - Keisha Castle-Hughes – Es begab sich aber zu der Zeit… (The Nativity Story)

2008
- AnnaSophia Robb – Brücke nach Terabithia (Bridge to Terabithia)
  - Gracie Bednarczyk – Die Zeit ohne Grace (Grace Is Gone)
  - Abigail Breslin – Rezept zum Verlieben (No Reservations)
  - Isamar Gonzales – Chop Shop
  - Kay Panabaker – Moondance Alexander
  - Dakota Blue Richards – Der Goldene Kompass (The Golden Compass)
  - Emma Roberts – Nancy Drew – Girl Detective (Nancy Drew)
  - Saoirse Ronan – Abbitte (Atonement)

2009
- Dakota Fanning – Die Bienenhüterin (The Secret Life of Bees)
  - Abigail Breslin – Kit Kittredge: An American Girl
  - Madeline Carroll – Swing Vote – Die beste Wahl (Swing Vote)
  - Georgie Henley – Die Chroniken von Narnia: Prinz Kaspian von Narnia (The Chronicles of Narnia: Prince Caspian)
  - Keke Palmer – The Longshots

2010
- Abigail Breslin – Beim Leben meiner Schwester (My Sister’s Keeper)
  - Emma Roberts – Das Hundehotel (Hotel for Dogs)
  - Jolie Vanier – Das Geheimnis des Regenbogensteins (Shorts)
  - Yara Shahidi – Zuhause ist der Zauber los (Imagine That)
  - Saoirse Ronan – In meinem Himmel (The Lovely Bones)

### 2011–2020
2011
- Hailee Steinfeld – True Grit
  - Chloë Moretz – Kick-Ass
  - Delanie Armstrong – Lavanderia
  - Jennifer Lawrence – Winter’s Bone
  - Elle Fanning – Der Nussknacker (The Nutcracker in 3D)

2012
- Chloe Grace Moretz – Hugo Cabret (Hugo)
  - Jordana Beatty – Judy Moody and the Not Bummer Summer
  - Elle Fanning – Super 8
  - Saoirse Ronan – Wer ist Hanna? (Hanna)
  - Ariel Winter – The Chaperone

2013
- Kathryn Newton – Paranormal Activity 4
- Quvenzhané Wallis – Beasts of the Southern Wild
  - Tara Lynne Barr – God Bless America
  - Kara Hayward – Moonrise Kingdom

2014
- Loreto Peralta – Plötzlich Vater (No se aceptan devoluciones)
- Sophie Nélisse – Die Bücherdiebin (The Book Thief)
  - Abigail Hargrove – World War Z
  - Annalise Basso – Standing Up
  - Megan Charpentier – Mama

2015
- Quvenzhané Wallis – Annie
  - Cozi Zuehlsdorff – Mein Freund, der Delfin 2 (Dolphin Tales 2)
  - Elle Fanning – Maleficent – Die dunkle Fee (Maleficent)

2016
- 13 Jahre und jünger
  - Quinn McColgan – Extinction
    - Ivy George – Paranormal Activity: Ghost Dimension (Paranormal Activity: The Ghost Dimension)
    - Kaitlin Cheung – Where Love Found Me
    - Katelyn Mager – Charlotte's Song
    - Kennedi Clements – Poltergeist
    - Zoe Fraser – Bark Ranger
- 14 bis 21 Jahre
  - Liv Southard – Breaking Legs
    - Abigail Breslin – Maggie
    - Chanel Marriott – Alison's Choice
    - Elle Fanning – Trumbo
    - Odeya Rush – Gänsehaut (Goosebumps)
    - Olivia DeJonge – The Visit

2017
- Oona Laurence – Elliot, der Drache (Pete's Dragon)
  - Aisholpan Nurgaiv – The Eagle Huntress
  - Samantha Isler – Captain Fantastic – Einmal Wildnis und zurück (Captain Fantastic)

2018
- Alyssa Elle Steinacker – Don't Come Back from the Moon
  - Alexis Rosinsky – Lost Fare
  - Millicent Simmonds – Wonderstruck

2019
- Chalet Lizette Brannan – Crepitus
  - Ísey Heiðarsdóttir – The Falcons
  - Flora Ofelia Hofmann Lindahl – Land of Glass